# 1993年の野球
1993年の野球（1993ねんのやきゅう）では、1993年の野球界における動向をまとめる。

## 競技結果

### 日本プロ野球

#### ペナントレース
| 順位 | 球団               | 勝 | 敗 | 分 | 勝率 | 差   |
| 1位  | ヤクルトスワローズ | 80 | 50 | 2  | .615 | 優勝 |
| 2位  | 中日ドラゴンズ     | 73 | 57 | 2  | .562 | 7.0  |
| 3位  | 読売ジャイアンツ   | 64 | 66 | 1  | .492 | 16.0 |
| 4位  | 阪神タイガース     | 63 | 67 | 2  | .485 | 17.0 |
| 5位  | 横浜ベイスターズ   | 57 | 73 | 0  | .438 | 23.0 |
| 6位  | 広島東洋カープ     | 53 | 77 | 1  | .408 | 27.0 |

| 順位 | 球団                       | 勝 | 敗 | 分 | 勝率 | 差   |
| 1位  | 西武ライオンズ             | 74 | 53 | 3  | .583 | 優勝 |
| 2位  | 日本ハムファイターズ       | 71 | 52 | 7  | .577 | 1.0  |
| 3位  | オリックス・ブルーウェーブ | 70 | 56 | 4  | .556 | 3.5  |
| 4位  | 近鉄バファローズ           | 66 | 59 | 5  | .528 | 7.0  |
| 5位  | 千葉ロッテマリーンズ       | 51 | 77 | 2  | .398 | 23.5 |
| 6位  | 福岡ダイエーホークス       | 45 | 80 | 5  | .360 | 28.0 |

#### 日本シリーズ
| 日付                                      | 試合   | ビジター球団（先攻） | スコア   | ホーム球団（後攻） | 開催球場           |
| ----------------------------------------- | ------ | -------------------- | -------- | ------------------ | ------------------ |
| 10月23日（土）                            | 第1戦  | ヤクルトスワローズ   | 8 - 5    | 西武ライオンズ     | 西武ライオンズ球場 |
| 10月24日（日）                            | 第2戦  | ヤクルトスワローズ   | 5 - 2    | 西武ライオンズ     | 西武ライオンズ球場 |
| 10月25日（月）                            | 移動日 | 移動日               | 移動日   | 移動日             | 移動日             |
| 10月26日（火）                            | 第3戦  | 西武ライオンズ       | 7 - 2    | ヤクルトスワローズ | 明治神宮野球場     |
| 10月27日（水）                            | 第4戦  | 西武ライオンズ       | 0 - 1    | ヤクルトスワローズ | 明治神宮野球場     |
| 10月28日（木）                            | 第5戦  | 西武ライオンズ       | 7 - 2    | ヤクルトスワローズ | 明治神宮野球場     |
| 10月29日（金）                            | 移動日 | 移動日               | 移動日   | 移動日             | 移動日             |
| 10月30日（土）                            | 第6戦  | 雨天中止             | 雨天中止 | 雨天中止           | 西武ライオンズ球場 |
| 10月31日（日）                            | 第6戦  | ヤクルトスワローズ   | 2 - 4    | 西武ライオンズ     | 西武ライオンズ球場 |
| 11月1日（月）                             | 第7戦  | ヤクルトスワローズ   | 4 - 2    | 西武ライオンズ     | 西武ライオンズ球場 |
| 優勝：ヤクルトスワローズ（15年ぶり2回目） |        |                      |          |                    |                    |

#### 個人タイトル
|                | セントラル・リーグ | セントラル・リーグ | セントラル・リーグ | パシフィック・リーグ | パシフィック・リーグ | パシフィック・リーグ |
| タイトル       | 選手               | 球団               | 成績               | 選手                 | 球団                 | 成績                 |
| -------------- | ------------------ | ------------------ | ------------------ | -------------------- | -------------------- | -------------------- |
| 最優秀選手     | 古田敦也           | ヤクルト           |                    | 工藤公康             | 西武                 |                      |
| 最優秀新人     | 伊藤智仁           | ヤクルト           |                    | 杉山賢人             | 西武                 |                      |
| 首位打者       | T.オマリー         | 阪神               | .329               | 辻発彦               | 西武                 | .319                 |
| 本塁打王       | 江藤智             | 広島               | 34本               | R.ブライアント       | 近鉄                 | 42本                 |
| 打点王         | 広沢克己           | ヤクルト           | 94点               | R.ブライアント       | 近鉄                 | 107点                |
| 打点王         | R.ローズ           | 横浜               | 94点               | R.ブライアント       | 近鉄                 | 107点                |
| 最多安打       | 古田敦也           | ヤクルト           | 161本              | 石井浩郎             | 近鉄                 | 147本                |
| 最多安打       | 和田豊             | 阪神               | 161本              | 石井浩郎             | 近鉄                 | 147本                |
| 盗塁王         | 緒方耕一           | 巨人               | 24個               | 大石大二郎           | 近鉄                 | 31個                 |
| 盗塁王         | 石井琢朗           | 横浜               | 24個               | 大石大二郎           | 近鉄                 | 31個                 |
| 最高出塁率     | T.オマリー         | 阪神               | .427               | 辻発彦               | 西武                 | .395                 |
| 最優秀防御率   | 山本昌広           | 中日               | 2.05               | 工藤公康             | 西武                 | 2.06                 |
| 最多勝利       | 山本昌広           | 中日               | 17勝               | 野田浩司             | オリックス           | 17勝                 |
| 最多勝利       | 今中慎二           | 中日               | 17勝               | 野茂英雄             | 近鉄                 | 17勝                 |
| 最多勝利       | 野村弘樹           | 横浜               | 17勝               |                      |                      |                      |
| 最多奪三振     | 今中慎二           | 中日               | 247個              | 野茂英雄             | 近鉄                 | 276個                |
| 最高勝率       | 山本昌広           | 中日               | .773               | 工藤公康             | 西武                 | .833                 |
| 最優秀救援投手 | 石毛博史           | 巨人               | 30SP               | 赤堀元之             | 近鉄                 | 32SP                 |

#### ベストナイン
|          | セントラル・リーグ | セントラル・リーグ | パシフィック・リーグ | パシフィック・リーグ |
| 守備位置 | 選手               | 球団               | 選手                 | 球団                 |
| -------- | ------------------ | ------------------ | -------------------- | -------------------- |
| 投手     | 今中慎二           | 中日               | 工藤公康             | 西武                 |
| 捕手     | 古田敦也           | ヤクルト           | 田村藤夫             | 日本ハム             |
| 一塁手   | 広沢克己           | ヤクルト           | 石井浩郎             | 近鉄                 |
| 二塁手   | ロバート・ローズ   | 横浜               | 辻発彦               | 西武                 |
| 三塁手   | 江藤智             | 広島               | 石毛宏典             | 西武                 |
| 遊撃手   | 池山隆寛           | ヤクルト           | 広瀬哲朗             | 日本ハム             |
| 外野手   | 前田智徳           | 広島               | 秋山幸二             | 西武                 |
| 外野手   | A.パウエル         | 中日               | 佐々木誠             | ダイエー             |
| 外野手   | 新庄剛志           | 阪神               | 藤井康雄             | オリックス           |
| 指名打者 |                    |                    | R.ブライアント       | 近鉄                 |

### 高校野球
- 第65回選抜高等学校野球大会優勝　上宮
- 第75回全国高等学校野球選手権大会優勝　育英

### メジャーリーグ
- ワールドシリーズ - トロント・ブルージェイズが4勝2敗でフィラデルフィア・フィリーズを下す。シリーズMVPはポール・モリター。

## できごと

### 1月
- 1月5日 - 中日ドラゴンズの近藤真一が「近藤真市」、津野浩が「津野広志」にそれぞれ改名[1]。
- 1月20日  - 競技者表彰委員会は野球殿堂入りを決める記者投票を開票し、稲尾和久、村山実を選出したと発表[2]。

### 2月
- 2月16日 - 年俸調停委員会は横浜ベイスターズ球団と高木豊に対し裁定を行った[3]。

### 3月
- 3月2日 - 野球評論家の江夏豊が神奈川県警保安課と縁北署に覚せい剤取締法違反で現行犯逮捕される[4][5]。
- 3月19日 - パ・リーグは今季のスローガンに「SEXY・パ・リーグ」としたと発表[6]。
- 3月23日 - ヤクルトスワローズは東新橋のヤクルト本社にて定例株主総会を開き、球団社長の相馬和夫が退任し酒井清人が新社長に、常務取締役・球団代表補佐に倉島今朝徳を選出[7][8]。
- 3月25日 - ロッテは株主総会を開き、球団代表の阿部利雄がロッテ商事取締役・商品需給部部長となり、後任にロッテ本社広報室担当部長の三ツ野充蔵が就任[9]。
- 3月26日 - 第65回選抜高等学校野球大会が阪神甲子園球場にて開幕。

### 4月
- 4月5日 - 第65回選抜高等学校野球大会の決勝が阪神甲子園球場で行われ大阪府代表の上宮高等学校が埼玉県代表の大宮東高等学校を、3-0で下し、初優勝。
- 4月10日
  - プロ野球セントラル・リーグ、パシフィック・リーグの公式戦が開幕。
  - 広島の北別府学が神宮球場での対ヤクルト1回戦に先発し、プロ通算3000回投球を達成[10]。
- 4月11日
  - 近鉄の大石大二郎が藤井寺球場での対日本ハム2回戦の十一回裏に二塁盗塁を決め、プロ通算350盗塁を達成[11]。
  - 西武の秋山幸二が西武球場での対ダイエー2回戦の一回裏にダイエーの先発・若田部健一から2号2点本塁打を打ち、プロ通算300本塁打を達成[12]。
- 4月15日 - 【MLB】デトロイト・タイガースの監督のスパーキー・アンダーソンがデトロイトでの対オークランド・アスレチックス戦に3-2で勝ち、メジャー通算2000勝を達成[13]。
- 4月23日 - 巨人の長嶋一茂が甲子園球場での対阪神1回戦の四回表に阪神先発の仲田幸司から1号本塁打を打ち、これがセ・リーグ3万号本塁打となる[14]。
- 4月29日
  - 巨人の原辰徳が横浜スタジアムでの対横浜4回戦の四回表一死二塁の場面で横浜先発・斎藤隆から中前適時打を打ち、プロ通算1000打点を達成[15]。
  - 広島の大野豊が広島市民球場での対ヤクルト4回戦の九回表から登板して7セーブ目を挙げ、プロ通算100セーブを達成[16]。
- 4月30日 - 巨人の斎藤雅樹が東京ドームでの対ヤクルト1回戦に先発して8回を投げ3勝目を挙げ、プロ通算100勝を達成[17]。

### 5月
- 5月7日
  - 中日の落合博満がナゴヤ球場での対横浜4回戦の七回裏に7号本塁打を打ちこれがセ・リーグ通算200本塁打。プロ野球史上初のセ・パ両リーグで200本塁打を達成[18]。
  - 阪神の仲田幸司が西京極球場での対広島3回戦の四回表に町田公二郎から三振を奪い、プロ通算1000奪三振を達成[19]。
- 5月12日 - 西武の渡辺久信が西武球場での対オリックス5回戦に先発し1失点完投で3勝目を挙げ、プロ通算100勝を達成[20]。
- 5月19日
  - 神宮球場でのヤクルト対広島6回戦はヤクルトが延長14回17-16でサヨナラ勝ち。両チーム合計33得点は50年10月17日大洋対中日戦に並ぶセ・リーグタイ記録。両チーム合計42安打（ヤクルト18本、広島24本）は86年4月29日広島対大洋戦と並ぶプロ野球タイ記録。ヤクルトの池山隆寛が三回裏に5号満塁本塁打と6号3点本塁打を打ち、1イニング個人最多得点のプロ野球タイ記録の7打点[21]。
  - 金沢での中日対阪神6回戦の九回表、阪神の新庄剛志が左超え三塁打を打った際、打球を処理した中日の山口幸司がスタンドのファンからメガホンを投げつけられ右目を直撃。怪我はなく試合はそのまま続行[22]。
- 5月26日 - 広島の大野豊が広島市民球場での対中日5回戦の九回表から登板して11セーブ目を挙げ、プロ野球新記録となる開幕から11試合連続セーブを達成[23]。
- 5月30日 - 巨人は東京ドームでの対中日8回戦に4-3でサヨナラ勝ちし、球団通算4000勝を達成[24]。

### 6月
- 6月1日 - 巨人の原辰徳が横浜スタジアムでの対横浜7回戦に4番・三塁で先発出場し、プロ通算1500試合出場を達成[25]。
- 6月4日 - 近鉄の大石大二郎が日生球場での対ダイエー8回戦の八回裏二死二塁の場面で左前適時安打を打ち、プロ通算1500安打を達成[26]。
- 6月5日 - 近鉄は藤井寺球場での対ダイエー9回戦、2対8とリードされた九回裏に6点差を追いつき9対8で逆転サヨナラ勝ち。九回裏に6点差を逆転しサヨナラ勝ちを収めたのはプロ野球史上初めて[27]。
- 6月8日 - ロッテの愛甲猛が仙台宮城球場での対近鉄9回戦を欠場し、連続試合出場が694で止まる[28]。
- 6月9日 - ヤクルトの伊藤智仁が金沢での対巨人11回戦に先発しセ・リーグタイ記録となる1試合16奪三振。九回裏に巨人の篠塚和典に3号サヨナラ本塁打を打たれ敗戦投手[29]。
- 6月10日 - 広島市民球場での広島対横浜12回戦で広島の北別府学が先発し、プロ通算500試合登板を達成[30]。広島の大野豊が5-3とリードした八回表途中から登板したが9回に2失点して5-5の同点となり、連続試合セーブは12で止まる[31]。
- 6月11日 - ダイエーの山本和範が福岡ドームでの対ロッテ9回戦の一回裏に左中間二塁打を打ち、プロ通算1000安打を達成[32]。
- 6月12日
  - 巨人の桑田真澄がナゴヤ球場での対中日10回戦の一回裏にアロンゾ・パウエルから三振を奪い、プロ通算1000奪三振を達成[33]。
  - 西武の鹿取義隆が東京ドームでの対日本ハム9回戦の七回裏から登板し、プロ野球新記録となる576試合救援登板[34]。
- 6月17日 - 西武の平野謙が西武球場での対近鉄11回戦の六回裏無死一塁の場面で犠打を決め、プロ野球史上初めて通算400犠打を達成[35]。
- 6月27日 - 横浜の高木豊がナゴヤ球場での対中日15回戦で左中間二塁打を打ち、プロ通算300二塁打を達成[36]。
- 6月29日 - 阪神は松永浩美の背番号を「2」から「02」に変更すると発表[37]。

### 7月
- 7月1日 - 日本ハムの田村藤夫が千葉マリンスタジアムでの対ロッテ13回戦の九回表に2号本塁打を打ち、プロ通算100本塁打を達成[38]。
- 7月4日 - ヤクルトのジャック・ハウエルが神宮球場での対巨人13回戦の九回裏に橋本清から15号サヨナラ本塁打を打ち、プロ野球新記録となるシーズン4本目のサヨナラ本塁打[39]。
- 7月6日 - ナゴヤ球場での中日対ヤクルト13回戦で9回までに中日が12、ヤクルトが16三振を喫し1試合合計28三振のプロ野球新記録。中日の今中慎二が先発し9回まで投げ、セ・リーグタイ記録の1試合16奪三振[40]。
- 7月8日 - 横浜の高木豊が東京ドームでの対巨人13回戦に3番・一塁で先発出場し、プロ通算1500試合出場を達成[41]。
- 7月9日 - オリックスの佐藤義則がグリーンスタジアム神戸での対ダイエー14回戦の五回表に浜名千広から三振を奪い、プロ通算1500奪三振を達成[42]。
- 7月10日
  - 横浜のグレン・ブラッグスが山形での対中日16回戦に五回裏に小松辰雄から安打を打ち、球団新記録の25試合連続安打[43]。
  - グリースタジアム神戸でのオリックス対ダイエー15回戦は七回裏オリックスの無死一、二塁の場面で濃霧のため試合が32分中断、史上3度目の濃霧でのコールドゲームとなりダイエーが10-4で勝ち[44]。
- 7月13日 - 巨人の槙原寛己が札幌円山球場での対広島14回戦に先発し9回途中まで投げ5勝目を挙げ、プロ通算100勝を達成[45]。
- 7月15日
  - 横浜のグレン・ブラッグスが神宮球場での対ヤクルト15回戦の六回表に伊東昭光から中前安打を打ち、日本プロ野球において外国人選手として新記録となる29試合連続安打[46]。
  - 広島の川口和久が札幌円山球場での対巨人16回戦に先発し3回と1/3を投げ、プロ通算2000投球回を達成[47]。
- 7月20日 - 元広島の津田恒実が脳腫瘍のため2時45分、入院先の福岡市内の病院にて死去[48]。

### 8月
- 8月1日 - 近鉄の大石大二郎が千葉マリンスタジアムでの対ロッテ15回戦に出場し、プロ通算1500試合出場を達成。史上108人目[49]。
- 8月6日
  - ナゴヤ球場での中日対巨人14回戦が、巨人ナインが東海道新幹線で事故が起きて運転を見合わせたため球場入りが大幅に遅れる見通しとなり、アグリーメントにより試合中止となる[50]。
  - 広島の山崎隆造が福山市民球場での対ヤクルト14回戦に出場し、プロ通算1500試合出場を達成。史上109人目[51]。
- 8月8日
  - オリックスの野村貴仁が千葉マリンスタジアムでの対ロッテ18回戦の七回裏に1イニング4奪三振を記録[52]。
  - 第75回全国高等学校野球選手権大会が阪神甲子園球場で開幕。
- 8月10日 - 巨人の吉村禎章が東京ドームでの対ヤクルト19回戦に出場し、プロ通算1000試合出場を達成。史上312人目[53]。
- 8月11日 - 中日の郭源治がナゴヤ球場での対阪神15回戦の八回表一死一、二塁の場面で救援登板し7セーブ目を挙げ、プロ通算100セーブを達成[54]。
- 8月13日 - 西武は西武球場での対ダイエー18回戦で先発の渡辺久信が2回まで無失点に抑え、チームとしてパ・リーグ新記録の40回連続無失点を達成。3回表に失点し記録が止まる[55]。
- 8月15日 - 中日の落合博満が東京ドームでの対巨人18回戦の8回表に安打を放ち、プロ通算3500塁打を達成。史上18人目[56]。
- 8月17日 - オリックスの星野伸之が東京ドームでの対日本ハム18回戦に先発し8回2失点で7勝目を挙げ、プロ通算100勝を達成[57]。
- 8月18日 - 中日の落合博満がナゴヤ球場での対ヤクルト18回戦の六回裏に川崎憲次郎から15号2点本塁打を打ち、プロ通算450本塁打を達成[58]。
- 8月19日 - 近鉄のラルフ・ブライアントが西武球場での対西武18回戦の八回表に石井丈裕から28号本塁打を打ち、プロ野球通算200本塁打を達成。元阪神のランディ・バースの587試合を更新する、578試合での達成[59]。
- 8月22日
  - ヤクルトは神宮球場での対阪神19回戦で土橋勝征が3号サヨナラ本塁打を打ち、プロ野球新記録となるチーム年間最多サヨナラ本塁打となる9本[60]。ヤクルトの広沢克己が一回裏に中西清起から三振を喫し、プロ通算1000三振[61]。
  - 阪神の松永浩美が神宮球場での対ヤクルト19回戦の一回表に6号本塁打を打ち、プロ野球新記録となる3試合連続先頭打者本塁打[62]。
- 8月23日 - 第75回全国高等学校野球選手権大会の決勝戦が阪神甲子園球場で行われ、兵庫代表の育英が埼玉代表の春日部共栄を3-2で下し初優勝。
- 8月25日 - 巨人の川相昌弘が東京ドームでの対阪神22回戦の一回裏に犠打を決め、プロ通算250犠打を達成[63]。
- 8月27日 - グリーンスタジアム神戸でのオリックス対近鉄16回戦で近鉄の野茂英雄が六回裏に高橋智から三振を奪い、プロ通算1000奪三振を達成。阪神・江夏豊の940回を更新する、プロ野球史上最速の871回での達成[64]。また、オリックスの西本聖がこの試合に先発登板し、プロ通算500試合登板を達成。史上67人目[65]。

### 9月
- 9月4日 - 西武の工藤公康が西武球場での対ダイエー21回戦に先発し1失点で完投し13勝目を挙げ、プロ通算100勝を達成[66]。
- 9月10日 - ヤクルトの山田勉が広島市民球場での対広島19回戦に先発し、セ・リーグタイ記録の1試合16奪三振を達成[67]。
- 9月17日 - 広島の監督の山本浩二が広島市のホテルにて記者会見し、今年限りで辞任すると正式に表明[68]。
- 9月20日 - ダイエーは24日付けで、球団社長の田辺寿、球団代表の坂井保之、編成部長兼海外部長の杉浦忠が退任し、監督の根本陸夫が代表取締役専務兼球団本部長に就任すると発表[69]。
- 9月21日 - プロ野球選手関係委員会と労働組合プロ野球選手会が東京・銀座のプロ野球機構会議室にて今年の秋から実施するフリー・エージェント制度について最終合意に達する。今年は機構側が提示した「1軍年間150日間で10年」で実施し、資格年数短縮のための条件については継続審議とすることで覚書を交わし確認[70]。
- 9月25日 - ヤクルトの広沢克己が神宮球場での対中日24回戦の十回裏に郭源治から23号サヨナラ本塁打を打ち、プロ通算200本塁打を達成[71]。
- 9月27日 - 広島は広島市のホテルにて記者会見し、二軍監督の三村敏之が新監督に就任すると正式に発表[72]。
- 9月29日 - 巨人の桑田真澄がナゴヤ球場での対中日22回戦に先発し1回と1/3を投げ、プロ通算1500投球回を達成[73]。

### 10月
- 10月3日 - ヤクルトの池山隆寛が横浜スタジアムでの対横浜24回戦の五回表に23号2点本塁打を打ち、プロ通算200本塁打を達成[74]。
- 10月5日 - 阪神の岡田彰布が甲子園球場内の球団事務所にて球団社長の三好一彦と話合い、三好から「契約は今季限り」と通告される[75]。
- 10月7日 - オリックスが土井正三監督の辞任を発表[76]。
- 10月8日 - 広島の山崎隆造が今季限りでの現役引退を発表。来季からは広島のコーチに就任[77]。
- 10月12日 - ダイエーの杉本正が球団事務所で現役引退を発表[78]。
- 10月13日 - 西武は千葉マリンスタジアムでの対ロッテ25回戦に3-2で勝ち、4年連続リーグ優勝を達成[79]。西武の清原和博が一回表に左前安打を打ち、プロ通算1000安打を達成[80]。
- 10月14日 - 近鉄のラルフ・ブライアントが千葉マリンスタジアムでの対ロッテ25回戦で3三振を喫し、プロ野球史上初のシーズン200三振を記録[81]。
- 10月15日
  - ヤクルトは神宮球場での対広島25回戦に5-1で勝ち、2年連続リーグ優勝を達成[82]。
  - オリックスがケルビン・トーベの解雇を発表[83]。
- 10月16日
  - 巨人のロイド・モスビーが今季限りで退団すると表明[84]。
  - 横浜の斎藤明夫選手兼任コーチが今季限りでの現役引退と退団を表明[85]。
- 10月17日 - 近鉄の野茂英雄が西武球場での対西武26回戦に先発し延長10回を投げ17勝目を挙げ、プロ野球史上初の4年連続最多勝を決める[86]。
- 10月19日 - パ・リーグが全日程を終了[87]。
- 10月20日 - 横浜の斎藤明夫が横浜スタジアムでの対中日26回戦の九回表から登板し、プロ通算600試合登板を達成[88]。
- 10月21日
  - ロッテはロッテ本社にて記者会見し、牛島和彦が今季限りで現役引退すると正式に表明[89]。
  - 中日がマット・ステアーズに来季の契約を結ばないことを通告[90]。
- 10月22日 - セ・リーグが全日程を終了[91]。
- 10月25日 - 沢村栄治賞の選考が行われ、中日の今中慎二を選出[92]。
- 10月29日
  - 巨人がジェシー・バーフィールドと来季の契約を結ばないことを決定[93]。
  - ロッテの小林至が自由契約選手となり、引退することを表明[94]。
- 10月30日 - 日本ハムは広島から足立亘を金銭トレードで獲得したと発表[95]。

### 11月
- 11月1日
  - プロ野球日本シリーズの第7戦が西武球場で行われ、ヤクルトが西武を4-2で下し78年以来15年ぶり2度目の日本一を達成[96]。
  - 広島の植田幸弘と西武の鈴木哲の交換トレードを両球団から発表[97]。
  - 阪神が来季のコーチングスタッフを発表。野村収、佐野仙好両スカウトがそれぞれ、投手コーチ、守備走塁コーチへ転入[98]。
- 11月2日
  - 阪神の松永浩美がFA制度を行使すると表明[99]。
  - 正力松太郎賞の選考が都内のホテルで行われ、ヤクルトの監督の野村克也を選出[100]。
- 11月3日 - プロ野球セ・パ両リーグの最優秀選手、最優秀新人、ベストナインを決定する記者投票の開票が行われ、最優秀選手にセがヤクルトの古田敦也、パは西武の工藤公康、最優秀新人にセはヤクルトの伊藤智仁、パは西武の杉山賢人を選出[101]。
- 11月4日 - プロ野球コミッショナー事務局はFA宣言選手の第1号として、阪神の松永浩美と巨人の駒田徳広を公示[102]。
- 11月5日 - 西武が平野謙と来季の契約を結ばないことを発表[103]。
- 11月6日
  - オリックスの石嶺和彦がFA宣言を行使[104]。
  - 西武が中尾孝義に戦力外通告[105]。
- 11月7日 - 中日の落合博満がFA宣言を行使[106]。
- 11月8日 - 横浜は横浜市内のホテルに高木豊、屋鋪要、山崎賢一、大門和彦、松本豊、市川和正を呼び、今季限りでの解雇を通告[107]。
- 11月9日
  - 巨人の槙原寛己がFA宣言を行使[108]。
  - 近鉄がフィラデルフィア・フィリーズ傘下のAAA級スクラントン・ウィルクスバリ・レッドバロンズのカイル・アボットとトロント・ブルージェイズ傘下のAAA級シラキュース・チーフスのリー・スチーブンスの獲得を発表[109]。
- 11月12日
  - 阪神がロッテの長島清幸を金銭トレードで獲得したと発表[110]。
  - 横浜がカリフォルニア・エンゼルスのダリル・スコットと契約したと発表[111]。
- 11月16日 - 西武の秋山幸二・渡辺智男・内山智之とダイエーの佐々木誠・村田勝喜・橋本武広の交換トレードが成立したと西武、ダイエー両球団が発表[112]。
- 11月17日 - ヤクルトは巨人から自由契約を通告されていた大野雄次の獲得を発表[113]。また、柳田昌夫が金銭トレードで近鉄に移籍することを発表[114]。
- 11月20日 - 1993年度のプロ野球のドラフト会議が東京の新高輪プリンスホテルにて開かれる[115]。
- 11月21日 - 巨人がFA宣言していた槙原寛己の残留を発表[116]。
- 11月23日 - ヤクルトの杉浦亨と捕手兼バッテリーコーチの八重樫幸雄が今季限りでの現役引退を正式に表明[117]。
- 11月29日 - ダイエーがFA宣言していた阪神の松永浩美の入団を発表。日本のFA宣言選手の中で移籍第1号となる[118]。

### 12月
- 12月8日
  - 阪神がFA宣言していたオリックスの石嶺和彦の入団を発表。背番号は29[119]。
  - 巨人が長嶋茂雄監督の球団常務取締役の就任を発表[120]。
- 12月9日 - 横浜がFA宣言していた巨人の駒田徳広の入団を発表。背番号は10[121]。
- 12月16日
  - 阪神がボストン・レッドソックスのロブ・ディアーと契約したと発表。背番号は57[122]。
  - 日本ハムが前横浜の高木豊と正式契約を結んだと発表。背番号は16[123]。
  - 西武が来季の一、二軍のコーチ陣を発表。黒江透修ヘッド兼打撃コーチは二軍監督へ、片平晋作打撃コーチが二軍へ、広野功二軍監督は打撃コーチへ配置転換。新たに谷沢健一が二軍打撃コーチに就任[124]。
  - ダイエーが来季の一、二軍のコーチ陣を発表。権藤博投手コーチが退団、小山正明ヘッドコーチが投手コーチを兼務する[125]。
- 12月17日 - オリックスの西本聖が球団事務所にて球団代表の井箟重慶と話合い、自由契約とするよう申し入れて了承される[126]。
- 12月21日 - 巨人がFA宣言していた中日の落合博満の入団を発表。背番号は60[127]。
- 12月24日 - セ・リーグ会長の川島廣守は前大洋の中山裕章に対する契約自粛要請を解除するとの文書を12球団とメジャー・リーグに郵送した[128]。
- 12月27日 - 中日は前大洋の中山裕章と打撃投手として一年契約で契約したと発表[129]。

## 誕生

### 1月
- 1月5日 - 中谷将大
- 1月9日 - レオナルド・ウルヘエス
- 1月14日 - ドビーダス・ネバラスカス
- 1月16日 - 菊池拓斗

### 2月
- 2月3日 - 繁田隼
- 2月7日 - ザック・デイビーズ
- 2月10日 - マックス・ケプラー
- 2月16日 - 源田壮亮
- 2月24日 - ロバート・スティーブンソン
- 2月27日 - 田中太一

### 3月
- 3月1日 - マイケル・コンフォルト
- 3月2日 - ホセ・アドリス・ガルシア
- 3月5日 - カイル・シュワーバー
- 3月5日 - 後藤駿太
- 3月15日 - マイケル・フルマー
- 3月27日 - ブランドン・ニモ

### 4月
- 4月3日 - 武田翔太
- 4月7日 - エドゥアルド・ロドリゲス
- 4月13日 - 多和田真三郎
- 4月16日 - キーオン・ケラ
- 4月23日 - 佐野川リョウ
- 4月27日 - 石川慎吾
- 4月28日 - マット・チャップマン
- 4月29日 - 松本竜也

### 5月
- 5月8日 - 川上竜平
- 5月9日 - ルイス・ペルドモ
- 5月11日 - ミゲル・サノ

### 6月
- 6月4日 - アーロン・ノラ
- 6月4日 - ホルヘ・ボニファシオ
- 6月4日 - 宇佐見真吾
- 6月7日 - 呉念庭
- 6月11日 - ホルヘ・アルファーロ
- 6月12日 - ショーン・ニューカム
- 6月23日 - ティム・アンダーソン
- 6月26日 - 吉本祥二
- 6月27日 - 野田昇吾
- 6月30日 - トレイ・ターナー

### 7月
- 7月5日 - ホルヘ・ポランコ
- 7月18日 - ロバート・ガゼルマン
- 7月19日 - 歳内宏明
- 7月21日 - 桑原将志

### 8月
- 8月2日 - ポール・デヨング
- 8月9日 - 近藤健介
- 8月11日 - 松本剛
- 8月21日 - ルーク・ウィーバー

### 9月
- 9月1日 - 今永昇太
- 9月9日 - 王柏融
- 9月12日 - キーナン・ミドルトン
- 9月24日 - ホセ・トーレス

### 10月
- 10月2日 - ランス・マッカラーズ・ジュニア
- 10月12日 - ケーテル・マルテ

### 11月
- 11月14日 - フランシスコ・リンドーア
- 11月19日 - ジョーイ・ギャロ

### 12月
- 12月18日 - バイロン・バクストン
- 12月19日 - ホセ・ルクラーク
- 12月22日 - ギャビン・チェッキーニ

## 死去
- 1月21日 - チャーリー・ゲーリンジャー（*1903年）
- 2月2日 - 田丸仁（*1926年）
- 3月4日 - 岩本章（*1921年）
- 3月22日 - スティーブ・オリン（*1965年）
- 3月23日 - ティム・クルーズ（*1961年）
- 4月7日 - ボブ・アレキサンダー（*1922年）
- 6月11日 - 矢野祐弘（*1931年）
- 6月26日 - ロイ・キャンパネラ（*1921年）
- 7月3日 - ドン・ドライスデール（*1936年）
- 7月20日 - 津田恒実（*1960年）
- 10月11日 - リー・ウォールス（*1933年）
- 11月12日 - ビル・ディッキー（*1907年）
- 12月7日 - 森永勝也（*1934年）
- 12月25日 - 藤村隆男（*1920年）